# Leonard McCoy
Dr. Leonard Horatio McCoy, apodado Bones (en jerga militar estadounidense, médico de campaña), es un personaje de la franquicia de ciencia ficción Star Trek. Es interpretado por DeForest Kelley en la serie original de Star Trek de 1966 a 1969, y también aparece en la serie animada de Star Trek, en seis películas de Star Trek, en el episodio piloto de Star Trek: The Next Generation, y en numerosos libros, cómics y videojuegos. Una década después de la muerte de Kelley, Karl Urban asumió el papel de McCoy en la película de reinicio de Star Trek en 2009.
En la serie original, era uno de los tres personajes principales y representaba la emoción humana como personalidad opuesta a la disciplina lógica del Sr Spock; dotado de una gran compasión, es también bastante gruñón, supersticioso y teme de forma irracional a las nuevas tecnologías, especialmente al transportador, de cuya eficacia no se fía. De vez en cuando suele ser bastante intolerante con la herencia vulcana de Spock. De la tripulación a bordo del NCC-1701, es el único sureño.

## Historia ficticia
Médico de a bordo en la U.S.S. Enterprise desde 2266, McCoy, apodado cariñosamente "Bones" ("huesos"), es un doctor que se preocupa muy seriamente por la salud física y psíquica de su tripulación. Retirado después de la mítica misión de cinco años (Star Trek "Serie"), fue convocado de nuevo durante el incidente del V´ger (Star Trek: La película) y permaneció a bordo de la Enterprise en los años sucesivos. Con ocasión de la muerte de Spock (Star Trek II: La ira de Khan), McCoy fue elegido como depositario de su "Katra" hasta el momento del "fal-tor-pan", el antiguo ritual Vulcano que vuelve a unir mente y cuerpo (Star Trek III: En busca de Spock). Durante las negociaciones de paz con el Imperio Klingon, en el año 2293, se le acusó injustamente de la muerte del canciller Gorkon y fue encarcelado junto con Kirk en el planeta-prisión Rura Penthe (Star Trek VI: Aquel país desconocido). Esto permitió que ambos descubrieran la conspiración para acabar con las negociaciones de paz y pudieran desenmascararla. Tras retirarse del servicio activo con el grado de almirante, McCoy sigue en la actualidad a cargo de la inspección del equipamiento médico de la Flota Estelar.
McCoy casi siempre se queja de los nuevos aparatos médicos con los que ha de trabajar, alabando la "tradicional medicina de toda la vida"; sin embargo, cuando en la década de 1980 (Star Trek IV: Misión: salvar la Tierra) estuvo en contacto con la "medicina tradicional" reaccionó con cólera y disgusto ante la barbarie propia de la Inquisición.
En la película Star Trek de 2009, en una línea temporal alternativa, McCoy y Kirk comienzan su amistad cuando son jóvenes cadetes de la Flota Estelar y tras un diálogo en el que McCoy dice sobre su exmujer "me ha dejado en los huesos" ("left [him] nothing but [his] bones", en la versión original). Esta línea, improvisada por Urban explicaría como comienza a ser conocido como Huesos. McCoy ayuda tiempo después a Kirk a subir a la USS Enterprise.

## Desarrollo
Kelley había trabajado con el creador de Star Trek, Gene Roddenberry, en pilotos de televisión anteriores,  y fue la primera elección de Roddenberry para interpretar al médico a bordo del USS Enterprise.  Sin embargo, para el piloto rechazado "The Cage" (1964), Roddenberry optó por la elección del director Robert Butler de John Hoyt para interpretar al Dr. Philip Boyce.  Para el segundo piloto, " Donde ningún hombre ha ido antes " (1966), Roddenberry aceptó la decisión del director James Goldstone de que Paul Fix interpretara al Dr. Mark Piper.  Aunque Roddenberry quería que Kelley interpretara el personaje del médico del barco, no presentó el nombre de Kelley a NBC; la cadena nunca "rechazó" al actor, como a veces sugería Roddenberry. 
La primera aparición televisiva de Kelley como el doctor Leonard McCoy fue en "The Man Trap" (1966). A pesar de la prominencia de su personaje, el contrato de Kelley sólo le concedía un crédito "protagonista"; No se le dio crédito de "protagonista" hasta la segunda temporada, a instancias del productor Robert Justman.  Kelley estaba preocupado por el futuro de Star Trek y le dijo a Roddenberry que el programa iba a "ser el mayor éxito o el mayor error que Dios jamás haya cometido".  Kelley interpretó a McCoy a lo largo de la serie original de Star Trek y le dio voz al personaje en la serie animada.

Kelley, que en su juventud quería ser médico como su tío, pero cuya familia no podía pagar la educación médica,  se basó en parte en sus experiencias de la vida real para crear a McCoy como un médico "práctico". La entrega de la noticia sobre el cáncer terminal de la madre de Kelley fue la "arena abrasiva" que Kelley utilizó para crear el comportamiento de McCoy.  El escritor de Star Trek, DC Fontana, dijo que mientras Roddenberry creó la serie, Kelley esencialmente creó a McCoy; Todo lo que se hizo con el personaje se hizo con el aporte de Kelley. 

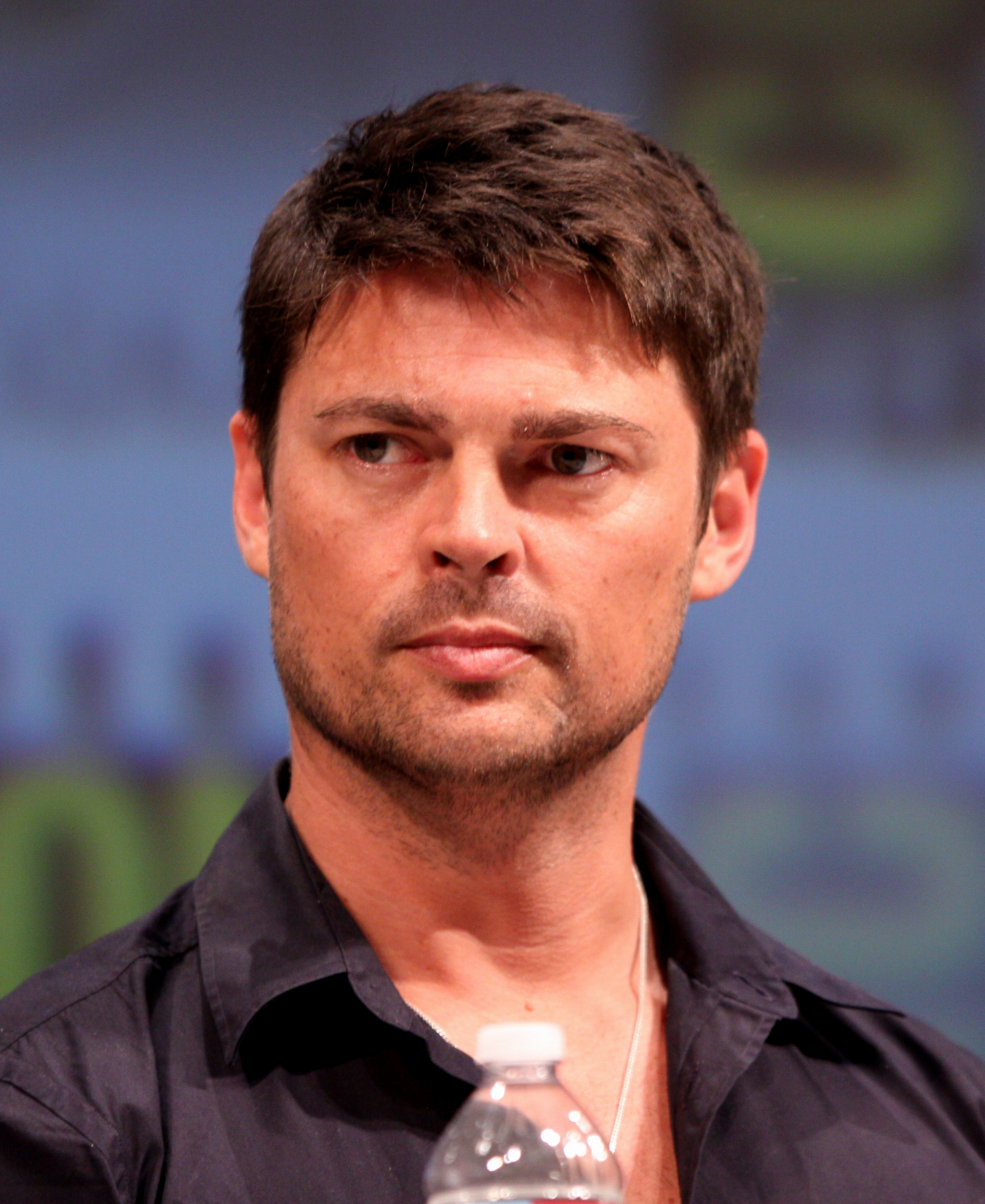
Karl Urban como Leonard McCoy para el reboot de Star Trek.

La "química exquisita" entre Kelley, William Shatner y Leonard Nimoy se manifestó en sus interpretaciones como McCoy, el capitán James T. Kirk y el oficial científico Spock, respectivamente. Nichelle Nichols, quien interpretó a Uhura, se refirió a Kelley como su "amigo caballero atrevido"; La amistad entre la afroamericana Nichols y el sureño Kelley fue una demostración en la vida real del mensaje que Roddenberry esperaba transmitir a través de Star Trek. 
Para la película Star Trek de 2009, los escritores Roberto Orci y Alex Kurtzman vieron a McCoy como un "árbitro" en la relación de Kirk y Spock. Mientras Spock representaba "la lógica extrema, la ciencia extrema" y Kirk simbolizaba "la emoción y la intuición extremas", el papel de McCoy como "un médico muy colorido, esencialmente un científico muy humanista", representaba los "dos extremos que a menudo servían como pegamento que mantenía la trío juntos". Eligieron revelar que McCoy se hizo amigo de Kirk primero, explicando el "sesgo" en su amistad y por qué a menudo era un "un poco desdeñoso" con Spock.  Urban dijo que el guion era "muy fiel" al personaje original, incluida la "gran compasión por la humanidad y ese sentido de irascibilidad" con el que Kelley imbuyó al personaje. Urban, nacido en Nueva Zelanda, se entrenó con un entrenador de dialecto para crear el acento de McCoy  y repitió el papel en sus secuelas Star Trek Into Darkness  y Star Trek Beyond.

## Impacto cultural
McCoy es alguien con quien Kirk se desahoga, pero es un contraste para Spock.  Es "amigo, barman personal, confidente, consejero y sacerdote" de Kirk.  Las disputas de Spock y McCoy se hicieron tan populares que Roddenberry escribió en un memorando de 1968 "simplemente no nos dimos cuenta... de cuánto amaban los fans las disputas entre nuestro Arrowsmith y nuestro Alien".  Urban dijo que McCoy tiene un "sentido de irascibilidad con verdadera pasión por la vida y por hacer lo correcto", y que "la lógica de Spock y la posición moral de McCoy le dieron a Kirk el beneficio de tener tres cerebros en lugar de solo uno". 
Kelley dijo que su mayor emoción en las convenciones de Star Trek fue la cantidad de personas que le dijeron que ingresaron a la profesión médica gracias al personaje de McCoy.  Recibió dos o tres cartas al mes de otras personas que informaban de experiencias similares. Un amigo observó que a pesar de no convertirse en médico como esperaba, la interpretación de Kelley de McCoy había ayudado a crear muchos médicos. Según Kelley, "Se pueden ganar premios y ese tipo de cosas, pero influir en la juventud del país... es un premio que no entrega la industria".

## Recepción
En refutación a un análisis irónico del Canadian Medical Association Journal, que afirmaba que el Dr. Nick de Los Simpson era un mejor modelo a seguir que su competidor, el Dr. Hibbert,  ambos publicados en 1998, ambos médicos son dejados de lado por el Dr. McCoy, "el único médico verdadero de la televisión" y "alguien que se ha liberado del yugo de la ética y practica el arte y la ciencia de la medicina más allá de la oposición embrutecedora del paternalismo y la autonomía". pensador libre e independiente y, de hecho, alguien incluso más allá de los modelos a seguir". 
En 2012, IGN clasificó al personaje Doctor McCoy, como se muestra en la serie original, sus películas y la película Star Trek de 2009, como el quinto personaje principal del universo de Star Trek, detrás de Data, Picard, Spock y Kirk. 
En 2016, el Doctor McCoy fue clasificado como el quinto personaje más importante de la Flota Estelar dentro del universo de ciencia ficción de Star Trek por Wired. 
En 2016, SyFy clasificó a McCoy en tercer lugar entre los seis médicos espaciales principales de la franquicia Star Trek. 
En 2017, Screen Rant clasificó la película de reinicio (línea de tiempo de Kelvin) McCoy, interpretada por Urban, como la 17ª persona más atractiva del universo de Star Trek. 
En 2018, The Wrap colocó al Doctor McCoy en el sexto lugar de 39 en un ranking de personajes principales del elenco de la franquicia Star Trek.  En 2018, CBR clasificó a McCoy como el undécimo mejor personaje de la Flota Estelar de Star Trek. 